# Stary Przybysław
Stary Przybysław (niem. Pribslaff) – wieś w Polsce położona w województwie zachodniopomorskim, w powiecie świdwińskim, w gminie Świdwin.
W latach 1965–66 znajdował się tutaj najlepszy w powiecie klub Gminnej Spółdzielni, przodujący w powiecie uniwersytet powszechny i zespół teatralny.
Sołectwo obejmuje Stary i Nowy Przybysław oraz Miłobrzegi.
We wsi jest duży stadion, z którego korzystają drużyny sportowe z pobliskich miejscowości, jak i jezioro, stanowiące miejsce wypadowe dla mieszkańców Świdwina.

## Historia
Pierwsza wzmianka o Starym Przybysławiu pochodzi z roku 1341. Przed 1378 rokiem był on własnością rodu Wedlów. Proces uwłaszczeniowy zakończył się w roku 1839. Po wojnie wieś została zdobyta 4 marca 1945 przez żołnierzy radzieckich z 3. Armii Uderzeniowej. W listopadzie 1949 roku otwarto punkt biblioteczny. Do roku 1954 wieś znajdowała się w GRN Oparzno, do 1960 r. w GRN Świdwin.